# Табха
Табха, Ейн-Шева (івр. עֵין שֶׁבַע‎, араб. عين الطابغة‎, лат. Heptapegon - septem fontes, англ. Tabgha) — долина, місцевість на північно-західному узбережжі Галілейського озера у Галилеї біля підніжжя гори Блаженств, що за 12 км від Тіверіади на північ, у північній частині Ізраїля. Тут знаходяться декілька джерел, які впадають в озеро.
Табха відома як місце, на якому Ісус Христос зробив чудесне помноження хлібів (Матв. 14:14-22, Мр. 6:30-46), проголосив Свого учня Петра першим серед апостолів (примат Петра), виголосив проповідь про Блаженства (Матв. 5:3-48) та куди явився після Свого Воскресіння. Ця місцевина стала місцем паломництва християн. У Євангелії ця місцевість на півночі Галилейського озера відіграє важливу роль на початку діяльності Ісуса Христа. У Табсі вона відмічена
- каплицею «Помноження хлібів» (лат. mensa Domini) та
- каплицею «Першості апостола Петра» (лат. mensa Christi), а також —
- руїнами античної каплиці «Блаженств», спорудженої на означення місця виголошених Блаженств у Нагірній проповіді.

Всі ці місця нагадують про дійства пов'язані з Ісусом Христом. Церквами опікуються два монаші ордени:
- італійські францисканці (опікуються каплицею «Першості апостола Петра») та
- німецькі бенедиктинці (опікуються каплицею «Помноження хлібів»).

На початку 1980 років збудовано також невеликий притулок для паломників. До Табхи безпосередньо прилягають Капернаум, Гора Блаженств, на схід розташована Витсаїда і на південь Магдала.

## Походження назви
Назва походить від позначення цієї місцевості арабською мовою ‏ — араб. عين الطابغة — Ain at-Tābġa, що у свою чергу походить від грецького слова грец. Επτάπηγον — тобто «земля семи джерел». Так само і на івриті івр. עין שבע (En Scheva) ця місцевість називається «сім джерел». Джерела впадають у згадане озеро.

## Галерея

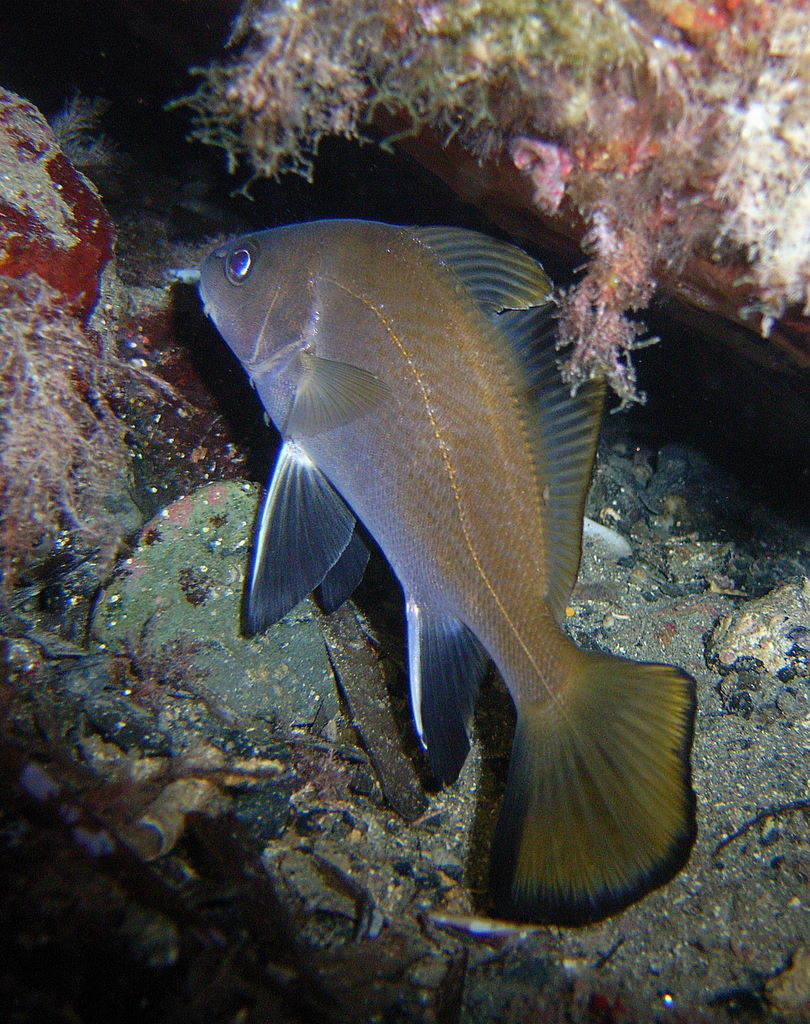
Горбань темний, що типовий для даної місцевості
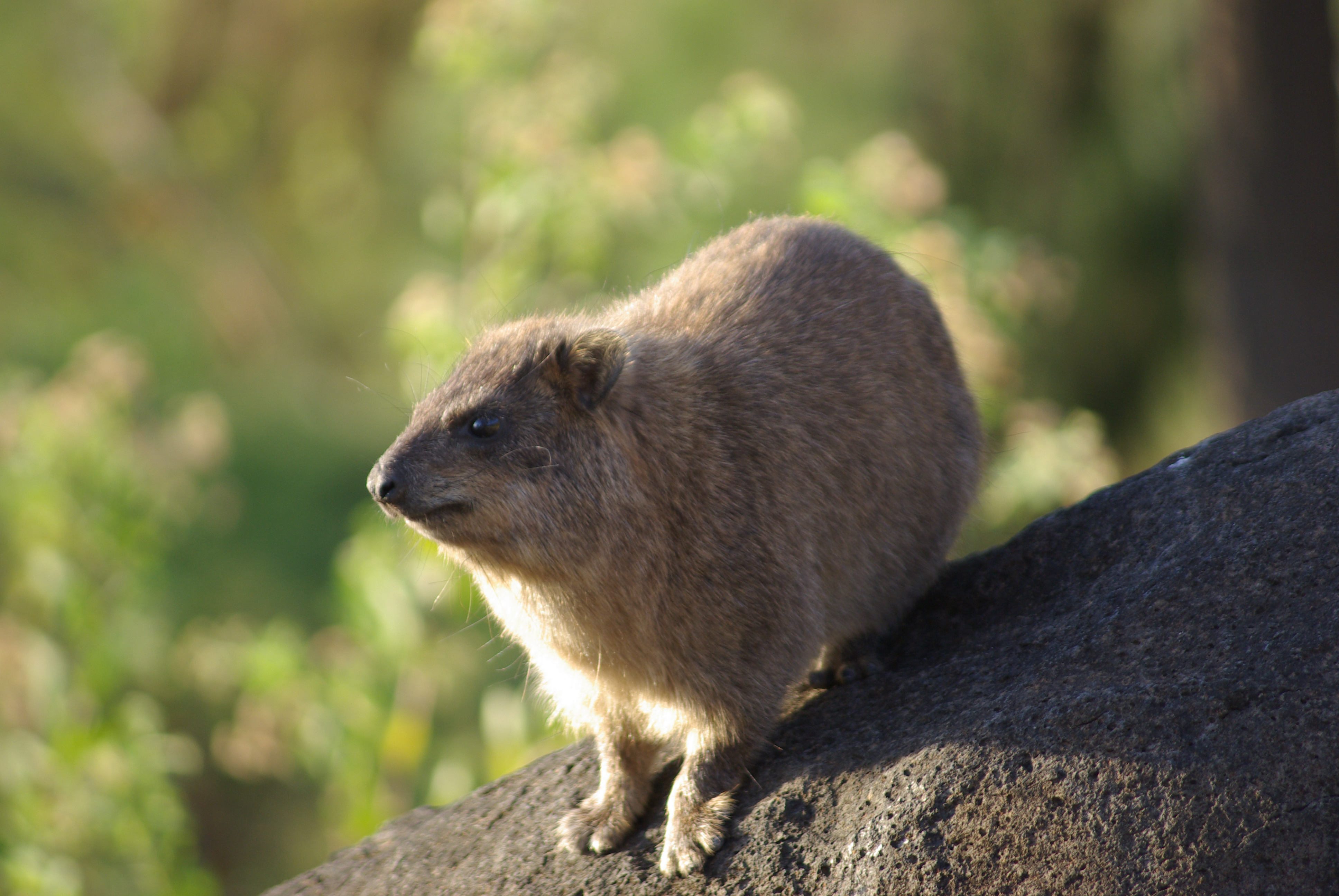
Даман капський, що зустрічається в цій місцевині
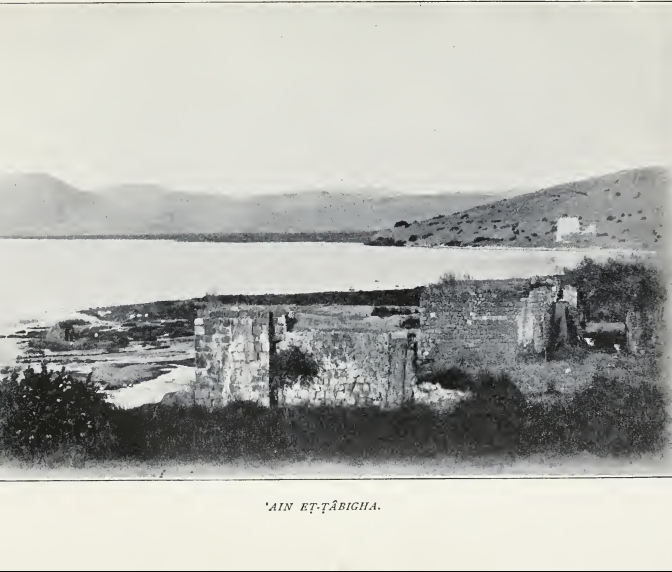
Вид місцевості Табхи у 1903 році